# Comuna Vadu Pașii, Buzău
Vadu Pașii (în trecut, Scurtești) este o comună în județul Buzău, Muntenia, România, formată din satele Băjani, Focșănei, Gura Câlnăului, Scurtești, Stăncești și Vadu Pașii (reședința).

## Așezare
Ea se află pe malul stâng al râului Buzău, la confluența cu Câlnăul, imediat la nord de orașul Buzău. Este străbătută de autostrada A7, Buzău–Râmnicu Sărat, pe care este deservită de nodul Buzău Nord/Vadu Pașii. Prin satul Gura Câlnăului trece și șoseaua națională DN2, paralelă cu A7, și care leagă și ea Buzăul de Râmnicu Sărat și Focșani. Lângă Gura Câlnăului, din DN2 se ramifică brațul estic al șoselei județene DJ203K, care ocolește satele Focșănei, Băjani și Vadu Pașii, după care pe ea sunt înșiruite toate satele comunei. De aici, DJ203K urmează un traseu de-a lungul râului Buzău, pe malul său stâng, și leagă comuna de Săgeata și Robeasca.
Prin comună trece și calea ferată Buzău-Mărășești (printre satele Băjani și Vadu Pașii), dar comuna nu are nicio stație pe această linie, localnicii folosind gara Buzău, aflată în apropiere. Accesul rutier în Buzău se realizează pe un pod paralel cu cel feroviar, construit în 2021, după ce podul vechi (cel realizat de Anghel Saligny ca pod feroviar în 1880 și devenit rutier după dublarea și electrificarea căii ferate Buzău-Mărășești) a fost avariat la inundațiile din 2005.

## Demografie
Componența etnică a comunei Vadu Pașii
     Români (90,18%)
     Romi (1,01%)
     Alte etnii (0,03%)
     Necunoscută (8,78%)
Componența confesională a comunei Vadu Pașii
     Ortodocși (90,39%)
     Alte religii (0,33%)
     Necunoscută (9,28%)
Conform recensământului efectuat în 2021, populația comunei Vadu Pașii se ridică la 9.726 de locuitori, în creștere față de recensământul anterior din 2011, când fuseseră înregistrați 9.311 locuitori. Majoritatea locuitorilor sunt români (90,18%), cu o minoritate de romi (1,01%), iar pentru 8,78% nu se cunoaște apartenența etnică. Din punct de vedere confesional, majoritatea locuitorilor sunt ortodocși (90,39%), iar pentru 9,28% nu se cunoaște apartenența confesională.

## Politică și administrație
Comuna Vadu Pașii este administrată de un primar și un consiliu local compus din 17 consilieri. Primarul, Gheorghe Firon[*], de la Partidul Social Democrat, este în funcție din 2016. Începând cu alegerile locale din 2024, consiliul local are următoarea componență pe partide politice:
|  | Partid                          | Consilieri | Componența Consiliului | Componența Consiliului | Componența Consiliului | Componența Consiliului | Componența Consiliului | Componența Consiliului | Componența Consiliului | Componența Consiliului | Componența Consiliului |
|  | ------------------------------- | ---------- | ---------------------- | ---------------------- | ---------------------- | ---------------------- | ---------------------- | ---------------------- | ---------------------- | ---------------------- | ---------------------- |
|  | Partidul Social Democrat        | 9          |                        |                        |                        |                        |                        |                        |                        |                        |                        |
|  | Partidul Național Liberal       | 7          |                        |                        |                        |                        |                        |                        |                        |                        |                        |
|  | Alianța pentru Unirea Românilor | 1          |                        |                        |                        |                        |                        |                        |                        |                        |                        |

## Istorie
Satele Vadu Pașii și Dâmbroca s-au înființat în 1882, în urma legii însurățeilor, în vreme ce celelalte sate s-au înființat după 1812, cu excepția satului Scurtești, care exista dinainte, fiind ars în timpul Războiului Ruso-Turc. La sfârșitul secolului al XIX-lea, comuna purta numele de Scurtești, făcea parte din plasa Câmpul a județului Buzău și era formată din cătunele Atârnați, Băjani, Ciocârlia, Dâmbroca, Focșănei, Scurtești, Stâncești și Vadu Pașii, cu o populație totală de 2570 de locuitori. În comuna Scurtești funcționau două școli cu un număr total de 146 de elevi  — una la Scurtești și una la Vadu Pașii — și 3 biserici — la Scurtești, Stâncești și Focșănei.
În 1925, comuna Scurtești era inclusă, în aceeași componență, în plasa Câlnău a aceluiași județ și avea 4095 de locuitori. În 1931, s-a format comuna Vadu Pașii, din satele Vadu Pașii și Principele Carol, comună ce funcționa și în 1943. Comuna Scurtești a rămas cu satele Ciocârlia, Dâmbroca, Scurtești și Stăncești, în vreme ce alte câteva sate din extremitatea vestică, Băjani, Focșănei și Gura Câlnăului, au format comuna Focșănei. După război, comuna Focșănei a fost inclusă și ea în noua comună Vadu Pașii.
În 1950, comunele Vadu Pașii și Scurtești au fost incluse în orașul regional Buzău, reședința regiunii Buzău și apoi (după 1952), parte a regiunii Ploiești. În 1968, comunele Scurtești și Vadu Pașii au fost din nou reunite, sub numele de Vadu Pașii, comună ce a luat atunci componența actuală și a fost rearondată județului Buzău, reînființat.

## Monumente istorice
Singurul obiectiv din comuna Vadu Pașii inclus în lista monumentelor istorice din județul Buzău este situl arheologic de pe terasa înaltă de deasupra cimitirului ortodox de la nord de satul Gura Câlnăului, unde s-a descoperit o așezare datând din epoca migrațiilor (secolele al III-lea–al IV-lea) aparținând culturii Cerneahov. 

## Personalități născute aici
- Giulio Tincu (1923 - 1978), arhitect, scenograf de film;
- Romulus Bucuroiu (n. 1956), gimnast.